# Eustis (Nebraska)
Eustis è un comune degli Stati Uniti d'America, situato nello Stato del Nebraska, nella Contea di Frontier.